# Homoneura utahensis
Homoneura utahensis är en tvåvingeart som beskrevs av Miller 1977. Homoneura utahensis ingår i släktet Homoneura och familjen lövflugor.
Artens utbredningsområde är Montana. Inga underarter finns listade i Catalogue of Life.